# Spyros Kyprianu
Spyros Achilleos Kyprianu, řecky Σπύρος Κυπριανού (28. října 1932 Limassol – 12. března 2002 Nikósie) byl kyperský politik. V letech 1977–1988 byl prezidentem Kypru.

## Život
V mládí studoval v Londýně, kde mj. spolupracoval s arcibiskupem Makariosem III. a snažil se informovat britskou veřejnost o kyperské otázce. Toto úsilí zesílil po začátku osvobozeneckého boje na Kypru v roce 1955. Kvůli této činnosti byl v červnu 1956 nucen Spojené království opustit. Odešel do Řecka, kde spolupracoval s Panhellenským výborem pro sebeurčení Kypru, jehož cílem bylo zvýšit povědomí o Kypru na mezinárodní scéně. Za tím účelem působil v letech 1956-1957 v New Yorku. Poté mu bylo dovoleno vrátit se do Londýna, kde zůstal až do podpisu londýnsko-curyšských dohod o nezávislosti Kypru. V březnu 1959 se vrátil na Kypr, spolu s arcibiskupem Makariosem, který se záhy stal prvním prezidentem nového státu. Po vyhlášení nezávislosti Kypru v srpnu 1960 jmenoval Makarios Kyprianua ministrem spravedlnosti a o několik dní později také ministrem zahraničních věcí. V této funkci zastupoval Kypr v Radě bezpečnosti OSN a na zasedáních Valného shromáždění OSN během debat o kyperské otázce.
V září 1964 v Moskvě podepsal dohodu o sovětské vojenské pomoci Kypru. 5. května 1972, po sporu s vojenským režimem v Aténách, z funkce ministra zahraničních věcí odstoupil. Poté pracoval jako právník. V roce 1974, po turecké invazi na Kypr, odešel do Atén, kde jednal s novou řeckou vládou, která převzala moc po zhroucení junty. Byl jakousi spojkou mezi řeckou vládou a Makariosem, který po invazi dočasně pobýval v Londýně. Dne 12. května 1976 oznámil založení středové Demokratické strany (DIKO), kterou pak vedl až do roku 2000. V parlamentních volbách 5. září 1976 získala tato strana ve sněmovně 21 míst z 35 a Kyprianu byl zvolen předsedou parlamentu. Po smrti prezidenta Makariose (3. srpna 1977) převzal dle ústavy prezidentské pravomoci a posléze byl 3. září 1977 jednomyslně zvolen druhým prezidentem republiky. Podruhé byl zvolen 28. února 1978, potřetí pak 13. února 1983. Ve volbách v roce 1988 byl ovšem poražen Jorgosem Vasiliuem. Po parlamentních volbách konaných 26. května 1996 byl Kyprianu zvolen předsedou parlamentu. Post držel do roku 2000. Jeho syn Markos Kyprianu se stal rovněž politikem, byl eurokomisařem a ministrem zahraničí Kypru.

## Vyznamenání
- Řád Bílého lva I. třídy s řetězem, civilní skupina – Československo, 11. června 1980[2]
- Řád José Martího – Kuba, 1987[3][4]
- Řád Isabely Katolické